# 교료관화

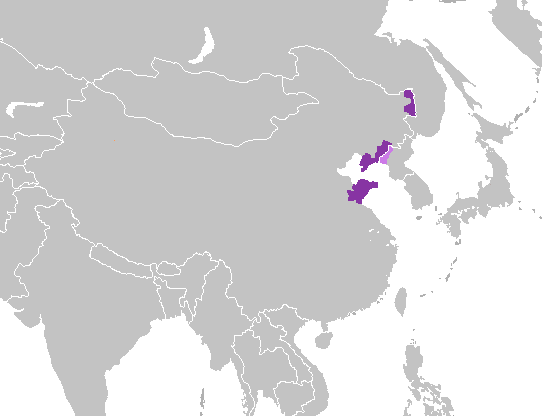

교료관화(중국어: 膠遼官話 자오랴오 관화[*])는 중국어 관화의 방언 구분의 하나로, 산둥반도와 랴오둥반도에서 주로 사용된다. 산둥성의 얀타이, 칭다오, 랴오닝성의 다롄, 단둥, 그리고 헤이룽장성 일부 지역 등에서 사용된다. 특히 산둥성의 방언이 정석적인 것으로 여겨진다. 이름은 교하(胶河)와 요하(遼河), 또는 여기서 이름이 유래한 교동반도(산동반도)와 요동반도에서 한글자씩 따온 것이다.